# Castello di Arcola
Il castello obertengo è stato un edificio difensivo e residenza signorile in epoca feudale del borgo medievale di Arcola, in val di Magra nella provincia della Spezia. 

Dopo i restauri effettuati nel 1884 il palazzo, sito in piazza Ugo Muccini in prossimità dell'antica torre obertenga, è sede odierna del Municipio.

## Storia
Nel cuore del centro storico del borgo arroccato di Arcola, la costruzione del castello è legata alle vicende storiche che portarono, dall'XI secolo, alla rinascita del borgo arcolano sotto il dominio degli Obertenghi dopo le invasioni ed i saccheggi portati prima dai Normanni e poi dai Saraceni.
Dopo la dinastia obertenga, che del castello arcolano aveva fatto uno dei più importanti centri difensivi dell'alto medioevo, nel XIII secolo i Malaspina succedettero nella gestione feudale dei possedimenti su Arcola ed il relativo castello. 

È in questo periodo storico che si registra il primo assedio genovese ad opera di Oberto Doria (1278); negli assalti verrà anche coinvolta la vicina e alta torre obertenga.
Alla conquista del castello segue la sua vendita alla Repubblica di Genova da parte della famiglia Malaspina. 
Il castello verrà poi conquistato nel 1320 da Castruccio Castracani, signore di Lucca, e poi, nel 1430, dal Duca di Milano Filippo Maria Visconti ad opera del suo condottiero perugino Nicolò Piccinino. 

Riconquistato nel 1436 dalla Repubblica genovese, il palazzo fu la sede della Podesteria di Arcola e di Vezzano.
Durante le guerre napoleoniche, sul finire del XVIII secolo, il castello subì gli scontri tra gli eserciti franco-genovesi e austro-russi che portarono, tra le altre devastazioni causate dai bombardamenti, anche gravi danni al castello e alla torre.
Per avviare un completo restauro e ripristino della struttura si dovrà attendere il 1884 quando, su progetto dell'ingegnere Canini, l'edificio sarà interessato da una mirata opera conservativa che lo porteranno ad essere, in seguito, sede del municipio arcolano.

## Galleria d'immagini

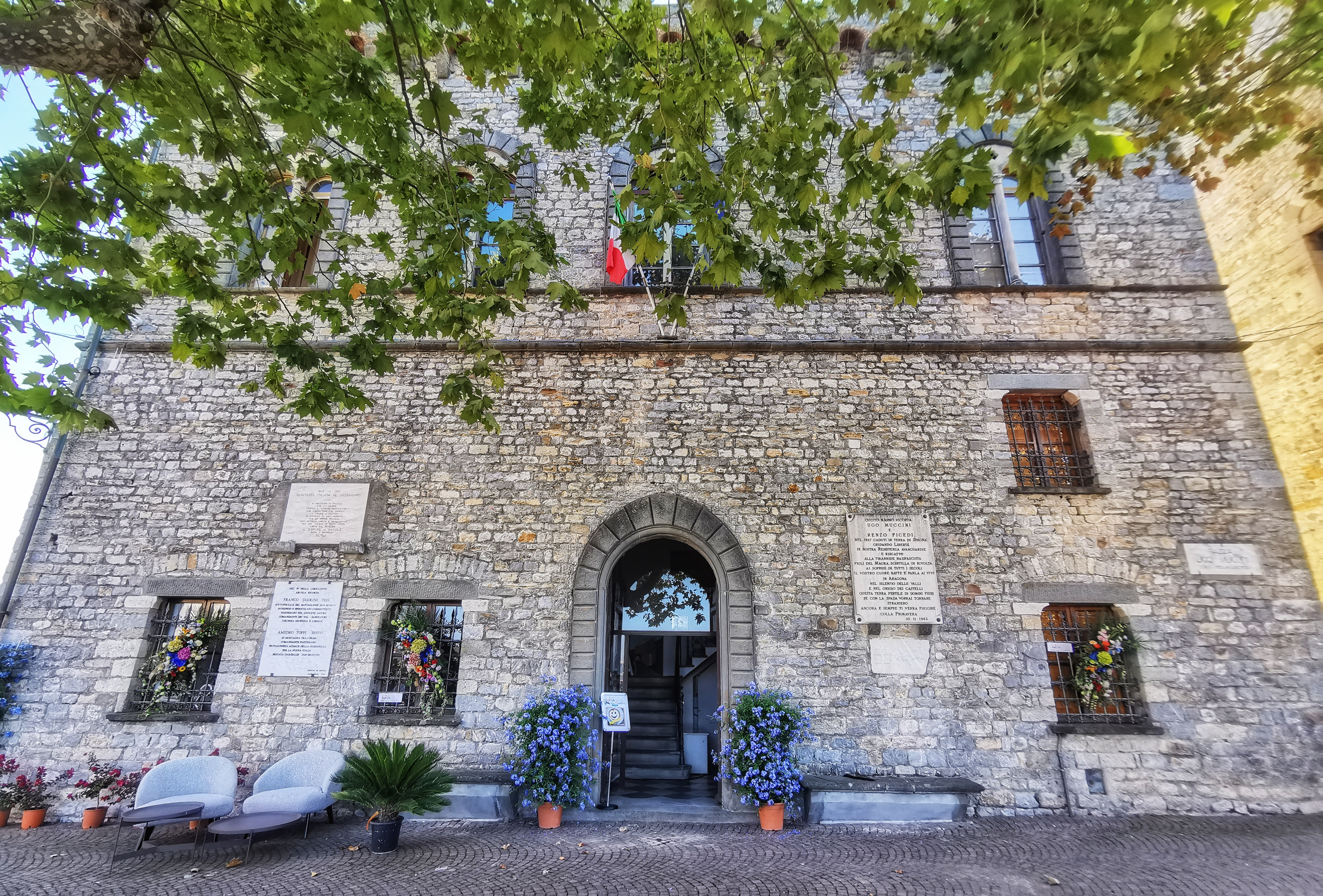
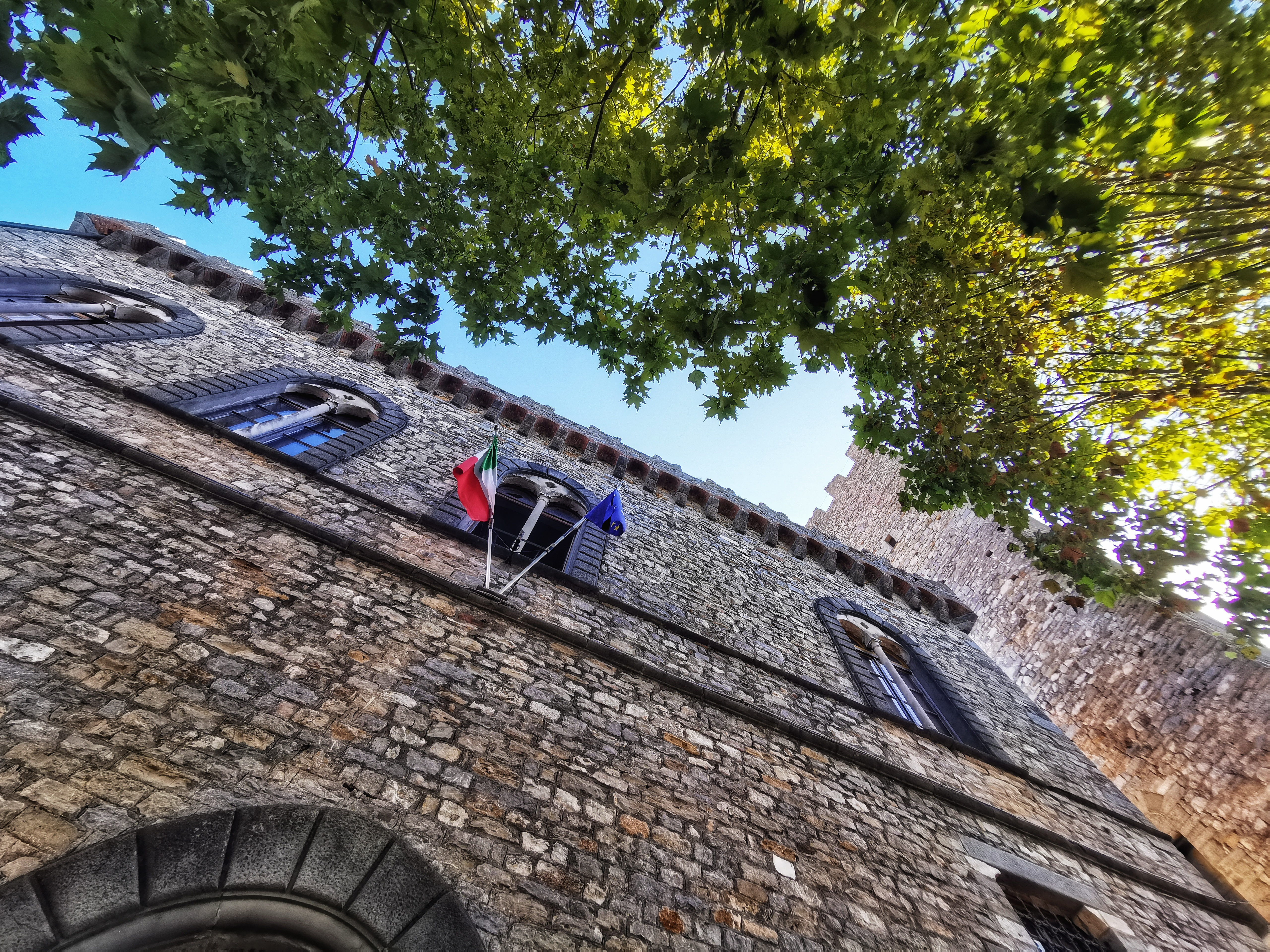
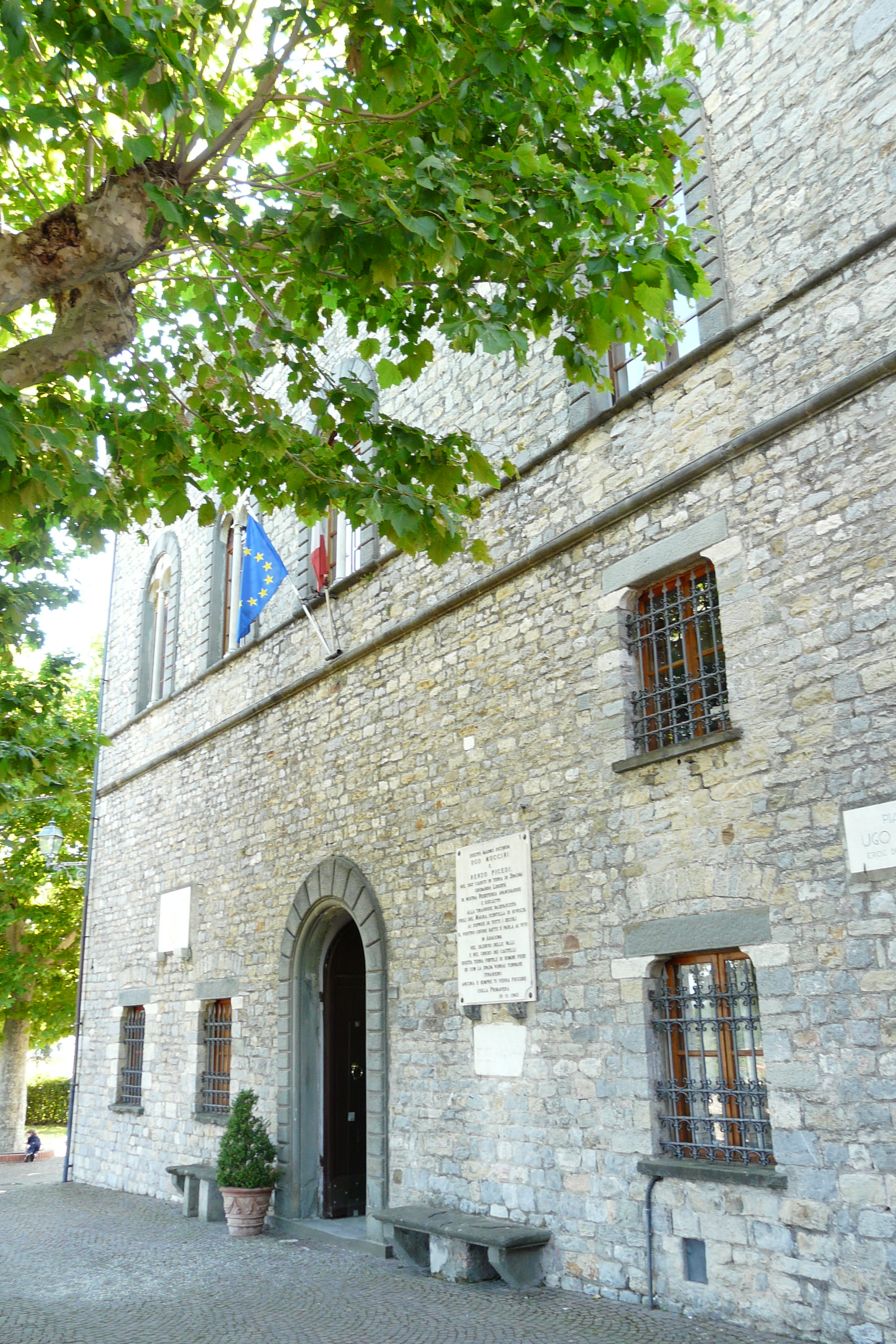
Altra immagine del castello-municipio
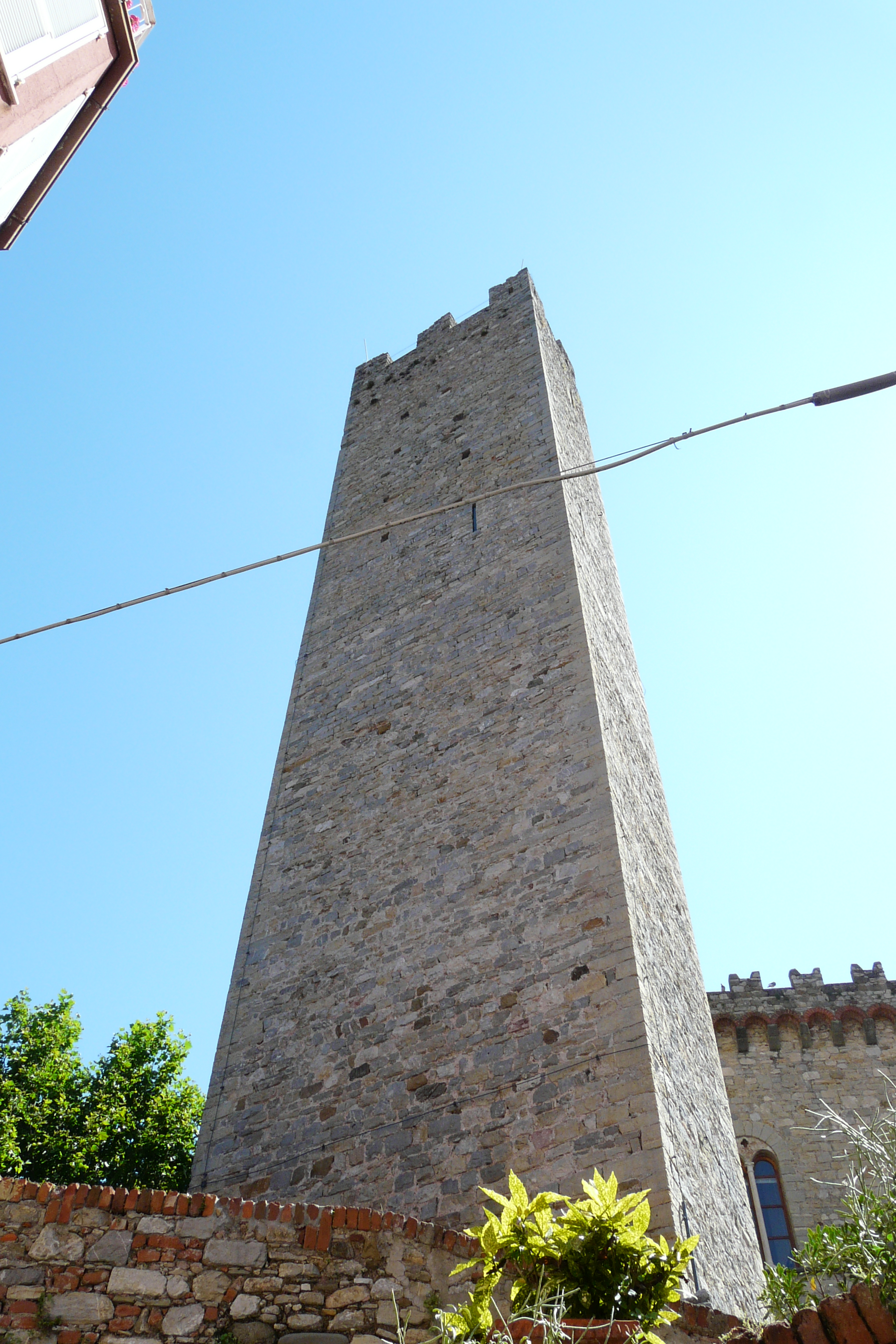
La torre
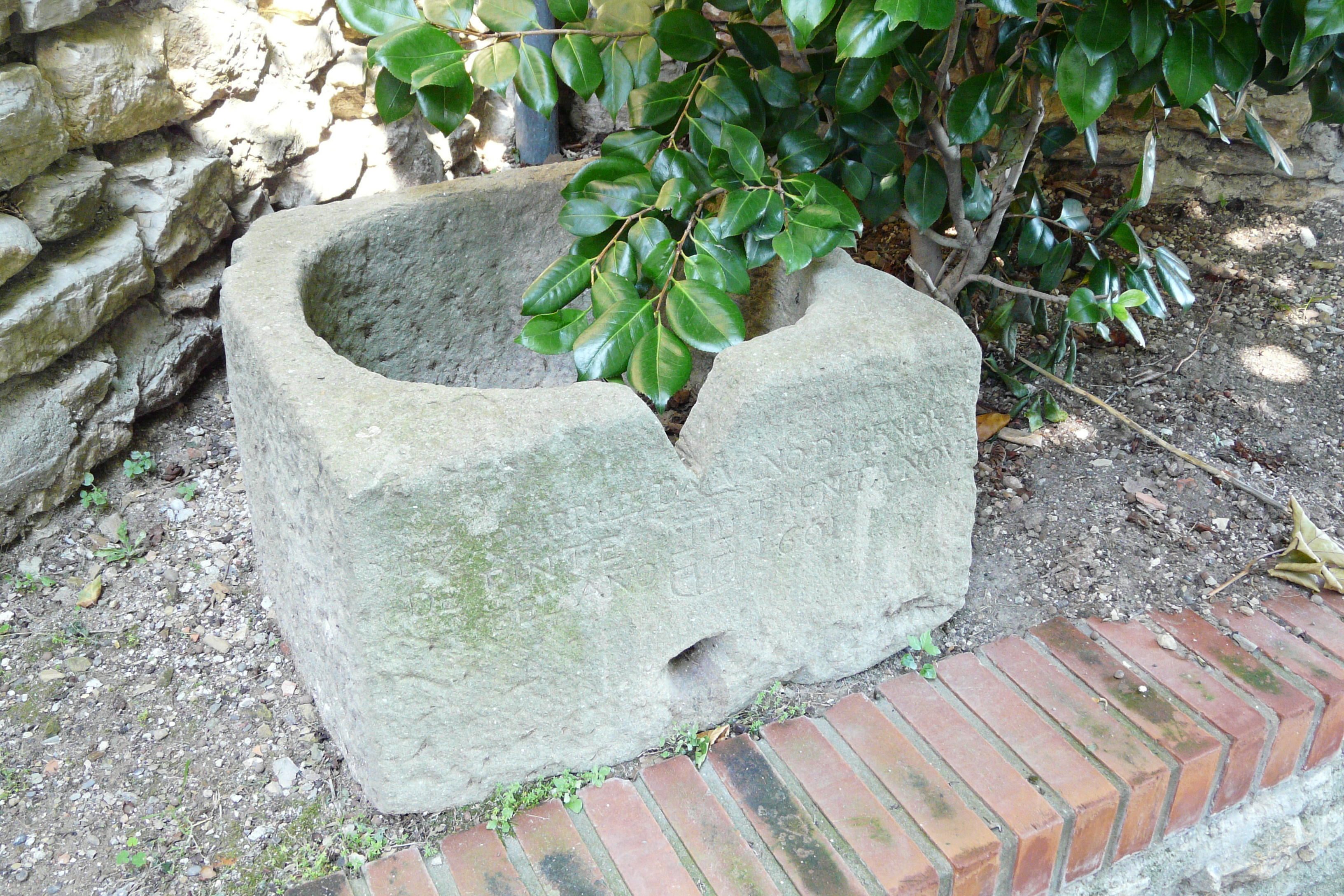
Vasca per la misurazione di mezzo barile di vino, secondo l'unità di misura di Genova nel 1601, presso il castello